# Kismatpur
Kismatpur es una ciudad censal situada en el distrito de Rangareddy en el estado de Telangana (India). Su población es de 7288 habitantes (2011). 

## Demografía
Según el censo de 2011 la población de Kismatpur era de 7288 habitantes, de los cuales 2693 eran hombres y 3595 eran mujeres. Kismatpur tiene una tasa media de alfabetización del 80,84%, superior a la media estatal del 67,02%: la alfabetización masculina es del 88,39%, y la alfabetización femenina del 73,09%.